# Aeropuerto de Hornafjörður
El aeropuerto de Hornafjörður es un aeropuerto que sirve al municipio homónimo, principalmente a la localidad de Höfn. Desde él hay vuelos hacia el Aeropuerto de Reikiavik y viceversa.

## Estadísticas
Ver fuente y consulta Wikidata.